# 鹿港景靈宮
24°03′24″N 120°26′09″E / 24.056533°N 120.435877°E
鹿港景靈宮，原名鹿港景福宮，是位於臺灣彰化縣鹿港鎮景福里的蘇府王爺廟，原主祀鹿港五方土地公中的東方土地公，後改主奉蘇府三王爺。

## 歷史

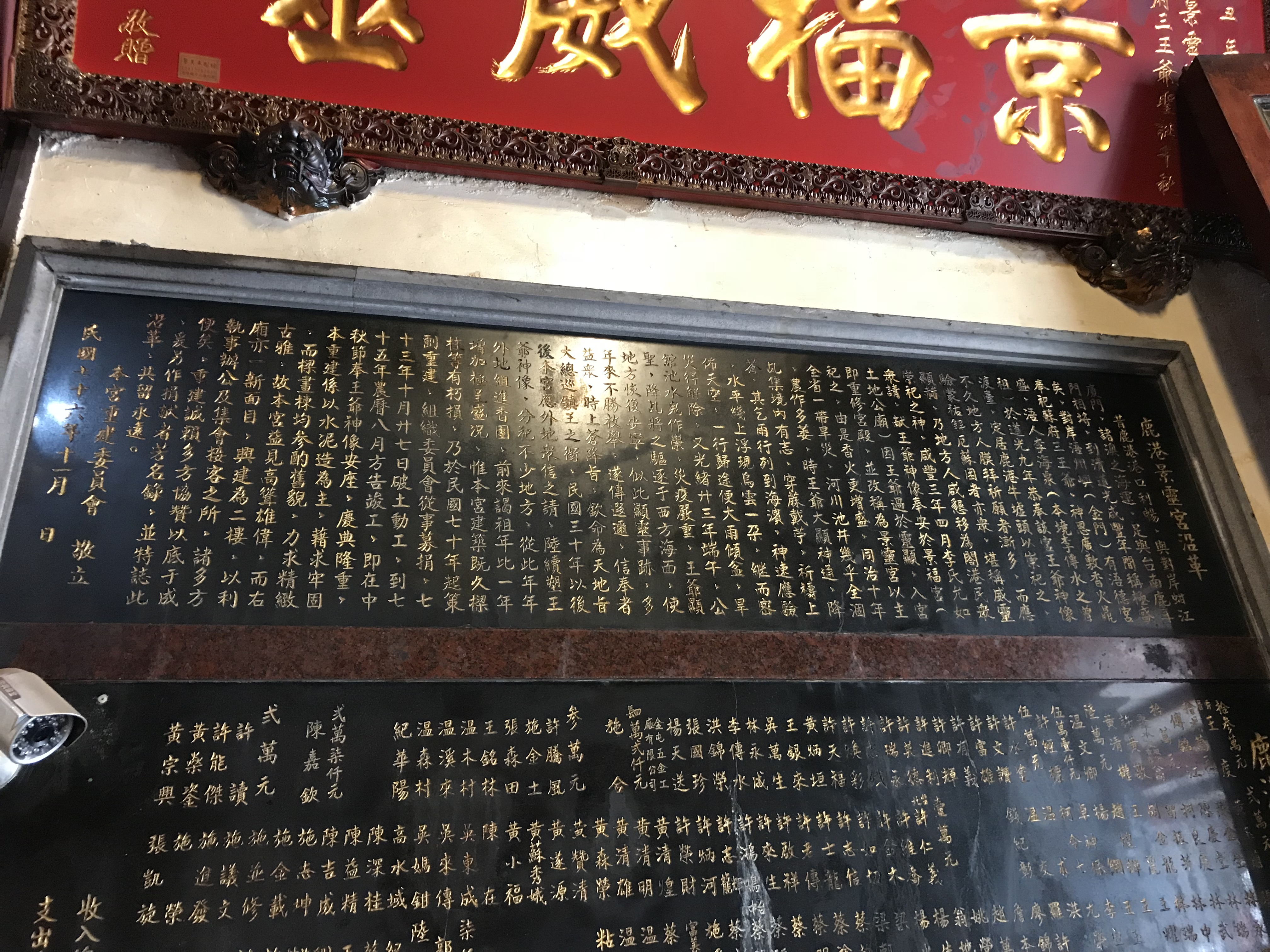
沿革

昔日鹿港街區為防禦海盜，路交叉呈現丁字形，以地勢最高的鹿港三山國王廟為中心防禦要塞，並在四個方向城門各設一座土地公廟。其中位在牛墟頭的是鹿港景福宮，乾隆二十五年（1760年）建，為東方土地公。
道光九年（1829年），同安金門人李海泉從金門伍德宮攜帶蘇王爺神像定居牛墟頭，鄰人皆前往膜拜。咸豐三年（1853年），李海泉獻蘇王爺神像安於景福宮，後改稱「景靈宮」以主祀蘇王爺。
1931年，北管正樂軒成員溫朮在此創立北管新聲閣，作為蘇府三王爺駕前北管樂，至1970年代解散。2018年，溫朮後代溫忠翰，以及同好楊竣宇、楊邵翰、許升嘉、許洲豪、王麒愷、王柏仁復團。
今廟在景福里景福巷。

## 祭祀
鹿港王爺信仰以祭拜蘇府王爺多，其中鹿港奉天宮、鹿港金門館、鹿港景靈宮的蘇府王爺分別稱為「大王爺」、「二王爺」、「三王爺」，以農曆四月十二日為祭祀。當地傳說同治年間蘇府王爺曾降甘霖解旱，光緒年間，又有抓水鬼的傳聞。
鹿港角頭廟會舉行神明暗訪活動。像此廟會由七爺八爺開路，點兵後再押陣，行經途中，還有民眾攔轎，最後有燒草人、燒金紙除煞儀式以代表冤魂驅離出海。

## 外部連結
- 鹿港景靈宮的Facebook專頁